# Inceptor
Genre
Inceptor est un genre fossile d'araignées aranéomorphes de la famille des Agelenidae.

## Distribution
Les espèces de ce genre ont été découvertes dans de l'ambre de la mer Baltique. Elles datent du Paléogène.

## Liste des espèces
Selon The World Spider Catalog 16.5 :
- †Inceptor aculeatus Petrunkevitch, 1942
- †Inceptor dubius Petrunkevitch, 1946

## Publication originale
- (en) Petrunkevitch, 1942 : A study of amber spiders. Transactions of the Connecticut Academy of Arts and Sciences, vol. 34, p. 119–464.